# One Thing at a Time
One Thing at a Time (с англ. — «Одно дело за раз») — третий студийный альбом американского кантри-певца Моргана Уоллена, вышедший 3 марта 2023 года на лейбле Big Loud Records. Продюсером был Joey Moi и другие. В записи One Thing at a Time приняли участие Эрик Чёрч, Hardy и Ernest, а продюсерами выступили сам Уоллен, Joey Moi, Кэмерон Монтгомери, Чарли Хендсом и Джейкоб Дюрретт. One Thing at a Time был записан в основном в Лондоне на Abbey Road Studios, в студии номер два.
Альбом One Thing at a Time, продолжительностью более 111 минут, состоит из 36 треков и породил восемь синглов: «You Proof», «Thought You Should Know», «Last Night», the title track, «Everything I Love», «Thinkin’ Bout Me», «Man Made a Bar» и «Cowgirls», а также промо-сингл «Don’t Think Jesus». Перед выходом One Thing at a Time 2 декабря 2022 года был выпущен расширенный сэмплер, включающий три трека: заглавный, «Days That End in Why» и «Tennessee Fan». После анонса One Thing at a Time 30 января 2023 года было выпущено ещё три трека: «Everything I Love», «I Wrote the Book» и «Last Night» — последний стал его первым чарттоппером Уоллена в Billboard Hot 100, продержавшись на вершине чарта 16 недель подряд.
Несмотря на неоднозначные отзывы музыкальных критиков о том, что альбом слишком однообразен, One Thing at a Time дебютировал на вершине Billboard 200 с тиражом 501 000 альбомных эквивалентов, установив множество рекордов и провел 19 недель подряд на первом месте в чарте в течение 2023 и 2024 годов. Альбом побил рекорд, установленный альбомом Гарта Брукса Ropin’ the Wind, как самый продолжительный кантри-альбом номер-один в соответствующем чарте, и провел 81 неделю на вершине чарта Top Country Albums. В марте 2025 года альбом стал вторым альбомом, который провел не менее 100 недель в первой десятке Billboard 200, после собственного альбома Уоллена Dangerous: The Double Album в 2022 году. Помимо США, альбом также возглавил чарты в Австралии, Новой Зеландии, Великобритании и Канаде — там он стал рекордсменом по количеству недель, проведенных на первом месте. В поддержку альбома Уоллен отправился в турне One Night at a Time Tour в апреле 2023 года.

## Об альбоме
В заявлении, опубликованном 30 января, Уоллен объяснил, что альбом «объединяет музыкальные влияния, которые сформировали [его] как артиста — кантри, альтернатива и хип-хоп», и в итоге альбом состоит из 36 песен, «потому что [они] просто продолжали исследовать свежие тексты, музыку и идеи производства, и именно эти песни показались ему подходящими». Billboard описал альбом как «смешение жанров» и предсказал ему большой успех. За месяц до выхода альбома выпущено девять песен из 36-песенного проекта, и семь из них уже попали в топ-10 чарта Hot Country Songs. Трио песен, которые Уоллен выпустил в начале февраля — «Last Night», «Everything I Love» и «I Wrote the Book» — стали настолько популярны, что их релизы привели к заметному росту потокового вещания для пары ранее выпущенных хитов звезды кантри. С момента своего релиза 31 января песня «Last Night» стала хитом из новой тройки: по данным Luminate, ежедневное количество официальных потоков по запросу в США превысило 3,38 миллиона до 5 февраля и достигло 4,68 миллиона 3 февраля. Трек дебютировал на 3-м месте в рейтинге Country Streaming Songs и стал девятым № 1 в чарте Country Digital Song Sales. Между тем, «Everything I Love» и «I Wrote the Book» с момента их выхода ежедневно набирают семизначные потоки, достигая 2,22 миллиона и 2,26 миллиона соответственно в день выхода. Однако новое трио песен также вызвало достаточный интерес к Уоллену, чтобы увеличить потоки для заглавного трека «One Thing at a Time», который был выпущен в декабре 2022 года, а также «Thought You Should Know», промо-сингла, представленного ранее в ноябре. В день, когда был выпущен комплект из трёх песен, потоки «One Thing at a Time» в США подскочили на 88 % до 1,45 миллиона, а «Thought You Should Know» увеличились на 42 % до 1,47 миллиона потоков. Ежедневные потоки обеих песен держались выше отметки в 1 миллион до 5 февраля.
Ещё до выхода альбома 18 февраля его трек «Last Night» поднялся на третье место в хит-параде Billboard Hot 100, став пятым его хитом в Топ-10 и самым высоким достижением в карьере Уоллена (ранее «7 Summers» был № 6 в августе 2020, «Wasted on You» был № 69 в январе 2021, «Don’t Think Jesus» был № 7 в апреле 2022 и «You Proof» был № 5 в октябре 2022). Между тем, все три его последних топ-10 хита находятся в альбоме One Thing at a Time — этот альбом стал первым кантри-альбомом с тремя хитами в топ-10 с тех пор, как альбом Red Тейлор Свифт в 2012—13 годах собрал четыре топ-10. Одновременно «Last Night» занял первое место в кантри-чарте Hot Country Songs (7-й его чарттоппер).
Фотография на обложке была сделана в доме деда Уоллена в Sneedville, Tennessee.

## Композиции
Над песнями вместе с Уолленом работала большая команда авторов. Многие треки возвращают слушателей к знакомым мотивам: неоновый свет в баре («Neon Star»), красные буквы Библии («I Wrote the Book»), код 865 восточного Теннесси («Tennessee Numbers») и уточнение того, что именно квалифицируется как «кантри» («Ain’t That Some»). В основе таких некоторых песен лежит игра слов в стиле кантри старой школы, например это «Days That End in Why» и «You Proof» (обе о попытках выпить от огорчения или сожаления) и «Wine Into Water», баллада, в которой рассказчик предлагает немного каберне из Напы после ссоры, надеясь превратить «это вино в воду под мостом». В песне «Keith Whitley» названия песен кантри-певца, умершего в 1989 году, вплетены в пропитанную виски простую песню о потерянной любви. А в песне «Everything I Love», которая напоминает о Джонни Кэше и Уэйлоне Дженнингсе, Уоллен проницательно представляет все свои кантри-достоинства, одновременно осуждая бывшую, которой он их показывал; она была из «многоэтажного города», и теперь «я не могу проехать на своем Silverado по тем дорогам, по которым мы ездили».
Свой большой вклад в творческий потенциал альбома по мнению Джона Парелеса из The New York Times внёс продюсер Джоуи Мои, который ранее работал с Nickelback. Ему удалось сделать каждый трек блестящим, используя всеобъемлющую педальную слайд-гитару и гордый теннессийский говор Уоллена, чтобы обозначить музыку как кантри, но при этом ловко опирается на Eagles, Тома Петти, арена-марши U2 и даже хип-хоп. Тикающие, дерганые звуки ударных машин, характерные для трэпа и R&B, а также каденции мелодичного рэпа проявляются в таких песнях, как «Sunrise» и «180 (Lifestyle)», которая отсылает к хип-хоп хиту 2014 года «Lifestyle» группы Rich Gang с участием Young Thug и Rich Homie Quan, а её текст отсылает к «Broadway Girls». В заглавной композиции («One Thing at a Time») бодрый ритм и многослойные ритм-гитары — это чистый Fleetwood Mac, а Уоллен поёт: «У меня много привычек, которые я должен бросить», но только по одной за раз; он придерживается виски, никотина и амфетаминов, чтобы пережить расставание. В песне «Hope That’s True» Уоллен становится непринужденно угрюмым, огрызаясь на бывшую подругу, которая водит «Мерседес» и любит город, «напилась однажды ночью и сказала мне, что я белая дрянь», и это говорит о том, что он знает силу слов. В конце альбома происходит поворот к набожности. В песне «Don’t Think Jesus» парень, который «начал писать песни о виски и женщинах» и «гоняется за дьяволом по барам», находит утешение в молитве. В песне «Outlook» он спасен от «встречи с дьяволом» кем-то «наверху» и «ангелом рядом со мной». В конце обзора песен Парелес привёл слова из трека «Dying Man», баллады в стиле кантри о звёздной славе и саморазрушении, где певец сравнивает себя с Элвисом Пресли и Хэнком Уильямсом как «зацикленного на смерти человека», которого спасает правильная женщина: «Я никогда не верил в ангелов, пока один не поверил в меня», — поёт он. Обозреватель делает вывод: «песни о виски и женщинах — это явно привычка, от которой Уоллен не собирается отказываться».

## Отзывы
| Совокупная оценка  | Совокупная оценка |
| Источник           | Оценка            |
| ------------------ | ----------------- |
| Metacritic         | 47/100            |
| Оценки критиков    |                   |
| Источник           | Оценка            |
| AllMusic           | [ 16 ]            |
| The New York Times | (без оценки)      |
| Page Six           | [ 17 ]            |
| Pitchfork          | 4.1/10            |
| Rolling Stone      | (без оценки)      |
| Slant Magazine     | [ 20 ]            |
| Holler             | 8.5/10            |

One Thing at a Time получил смешанные отзывы критиков, имея 47 баллов из 100 на основе пяти отзывов критиков на агрегаторе рецензий Metacritic.
Николас Хаутман из Page Six написал, что Уоллен «не тратит время на признание своих недостатков» и имеет «восхитительное чувство самосознания здесь», находя его «развивающейся зрелостью» и «историей [которая] делает [это] для одного адского альбома, нравится это или нет». Пол Аттард из Slant Magazine счёл One Thing at a Time «дико неровным», в котором «мало того, что можно считать свежим по стандартам Уоллена», поскольку «его музыка обычно связана с одной из трех вещей: обделаться, влюбиться или Иисус», но в то же время в нём есть несколько «продюсерских изысков», в которых Уоллен «экспериментирует, пусть и слегка, со своим звучанием».
Маура Джонстон из Rolling Stone считает, что альбом раскрывает предпочитаемые музыкальные и лирические тропы Уоллена, а также его любовь к простым, скользким вокальным мелодиям, которые легко застревают в мозгу слушателей. И далее добавляет: «Его вьюжный вой (крик или вопль) звучит наиболее комфортно в среднетемповых композициях, которые сочетают в себе более приглушенные темпы таких хард-рок групп, как Staind и Puddle of Mudd, с нэшвиллскими штрихами, такими как звездные слайд-гитары, в то время как другие треки время от времени кивают на более широкие музыкальные тенденции». Про заглавный трек она сказала, что он сочетает в себе кантри-тванг с отрывистым поп-роком, а «его бодрые гитары напоминают об устремлённых к новой волне усилиях AOR-музыкантов начала восьмидесятых годов».
Стивен Томас Эрлевайн из AllMusic написал, что «беспрепятственное распространение альбома (36 треков) означает, что [он] предлагает что-то для всех», с «песнями для вечеринок, грустными песнями, песнями, в которых свободно используются классические рок-стандарты», а также «песнями о пиве, песнями о виски и песнями о вине». Сэм Содомски из Pitchfork раскритиковал длину альбома, очевидный принцип «Уоллен верен только себе», в то время как у него 49 соавторов, а треки «охватывают одну и ту же тематическую территорию», хотя и признал, что иногда встречаются «минималистские ритмы», которые «подчёркивают его дар доставлять тягучие, горько-сладкие поп-мелодии», а также «куплеты, достаточно умные, чтобы застать вас врасплох». Содомски считает, что название «похоже, признает, что Уоллен считает это переходным моментом», и заключил, что «всё это не приводит ни к чему достаточно интересному, чтобы изменить ваше мнение о Моргане Уоллене».
Критик Джон Парелес из The New York Times написал, что «Его 36 песен …демонстрируют высокое мастерство и едва ли намекают на новые амбиции или риск… На новом альбоме продемонстрировано достаточно мастерства» и заключил: «Но на протяжении всего альбома песни имеют тенденцию циклически повторять всего несколько подходов».
Напротив, Максим Мауэр из Holler оценил альбом как свидетельство творческой эволюции Уоллена со времен Dangerous, написав: "С «One Thing at a Time Уоллен создал альбом, который является более лирически сложным, эмоционально зрелым и звуковым, чем его рекордный стандартный опус».

## Коммерческий успех
В первый день релиза One Thing at a Time его 36 треков (по данным Luminate за 3 марта) собрали 101 млн аудио стрим-потоков, а сам альбом за сутки был продан в количестве 60 тыс. копий. Четыре из его песен («Don’t Think Jesus», «Thought You Should Know», «You Proof» и «Last Night») ранее возглавляли кантри-чарт. За первые пять дней альбом набрал более 400 млн эквивалентных единиц (375 млн аудио стрим-потоков и 100 тыс. копий чистых продаж в цифре и компакт-дисках).
One Thing at a Time дебютировал на первом месте американского хит-парада Billboard 200 в дату 18 марта 2023 года с тиражом 501,000 альбомных эквивалентов, включая 382,000 стриминговых SEA-единиц (или 498,28 млн on-demand официальных стрим-потоков от 36 треков диска), 111,500 чистых продаж (87,500 в цифре и 24,000 на двойном компакт-диске, double-CD). Это второй подряд чарттоппер Уоллена, крупнейшая неделя продаж 2023 года на этот момент, и крупнейшая неделя продаж для кантри-альбома с ноября 2021 года после Red (Taylor’s Version) певицы Тейлор Свифт. Все 36 треков альбома Уоллена набрали 498,28 млн on-demand-стримов — отметив пятую самую большую неделю потокового вещания для любого альбома и самую большую неделю для альбома в стиле кантри.
20 мая 2023 года альбом лидировал десятую неделю подряд, повторив 10-недельное лидерство своего же прошлого альбома Dangerous: The Double Album. «Два по 10+» это первый рекордный случай для кантри-музыканта, 9-й для всех в целом, после Beatles, Элвиса Пресли (по 4 раза); Уитни Хьюстон, The Kingston Trio (по 3 раза); Адель, Генри Манчини, The Monkees и Тейлор Свифт (по 2 раза). Благодаря этому достижению альбома One Thing at a Time на первом месте, Уоллен становится первым солистом-мужчиной, который провел 10 недель на первом месте с полноформатными альбомами подряд, с тех пор как Billboard 200 начал публиковаться на регулярной, еженедельной основе в марте 1956 года. Только пять исполнителей — включая Уоллена — последовательно занимали первое место в течение 10 недель. Уоллен присоединился к Адели (25, 10 недель, 2015—16 и 21, 24 недели, 2011—12), Уитни Хьюстон (Whitney, 11 недель, 1987 и её самоназванный альбом, 14 недель, 1986), The Monkees (More of the Monkees, 18 недель, 1967 и их самоназванный альбом, 13 недель 1966—67) и The Kingston Trio (String Along, 10 недель, 1960 и Sold Out, 12 недель, 1960). Уоллен стал третьим сольным артистом-мужчиной, у которого как минимум два альбома провели 10 и более недель на первом месте. Он присоединился к Элвису Пресли и Генри Манчини. Первый сделал это четыре раза, записав альбом с собственным названием (10 недель в 1956 году) и саундтреки к фильмам Loving You (10, 1957), G.I. Blues (10, 1960-61) и Blue Hawaii (20, 1961—62), а второй — дважды, с саундтреками The Music From Peter Gunn (10, 1959) и Breakfast at Tiffany’s (12, 1962). Кроме того, Уоллен стал единственным исполнителем, чьи как минимум два кантри-альбома провели 10 и более недель на первом месте. 14 октября 2023 года альбом вернулся на первое место Billboard 200, проводя 16-ю неделю на вершине; в XXI веке больше было только у альбома 25 Адели (24 недели № 1 в 2010—11 годах).
18 марта 2023 года ведущий сингл «Last Night» поднялся с пятого на первое место Billboard Hot 100, став первым чарттоппером Уоллена и первым синглом номер один от любого за 23 сезона участника конкурса The Voice (Голос, NBC) (Уоллен участвовал в 2014 году и выбыл из него в плей-офф). Одновременно трек пятую неделю возглавляет кантри-чарт Hot Country Songs, став 20-м кантри-треком в истории, что лидировали в двух этих хит-парадах. Он первый с 27 ноября 2022 года после «All Too Well (Taylor’s Version)» Тейлор Свифт, — и первый за 42 года от сольного певца-мужчины после «I Love a Rainy Night» кантри-музыканта Эдди Рэббитта, лидировавшего в Hot Country Songs одну неделю в январе 1981 года и две недели № 1 в Hot 100 в феврале-марте.
Альбом поставил новый рекорд, так как все его 36 треков одновременно попали в Hot 100 в одну неделю, побив старое достижение канадского рэпера Дрейка (27 песен Дрейка были в чарте 14 июля 2018 года). Теперь у Уоллена стало 62 хита в Топ-100.
25 марта альбом продолжил лидировать вторую неделю в Billboard 200 с тиражом 259,000 альбомных эквивалентов, включая 234,000 стриминговых SEA-единиц, 21,000 чистых продаж. Одновременно сразу 28 песен находили в Billboard Hot 100, второй результат в истории.
18 марта песни Моргана Уоллена заняли все 9 верхних мест Hot Country Songs, новый рекорд этого хит-парада. Прошлый рекорд Уоллена в 6 хитов в Топ-10 был в январе 2021 года. В полной версии этого чарта из 50 позиций отметились 35 из 36 треков (все кроме «Don’t Think Jesus») альбома One Thing at a Time, возглавившего Top Country Albums. И здесь прошлый рекорд также у Уоллена: 27 треков 23 января 2021 года, когда вышел Dangerous: The Double Album. Также Уоллен стал первым кантри-артистом, который одновременно возглавил Artist 100, Hot 100 и Billboard 200. 15 апреля Уоллен повторил своё тройное лидерство и стал 8-м исполнителем с 2+ неделями такого лидерства. Уоллен провел 11 недель на первом месте в рейтинге Artist 100, продлив свой рекорд по количеству недель среди основных кантри-исполнителей (рекорд без учёта поп-достижений Тейлор Свифт).
28 октября 2023 года шестой альбомный сингл «Thinkin’ Bout Me» достиг первого места в чарте Country Airplay, став 10-м чарттоппером Уоллена, а также 12-м в Топ-10.

## Список композиций
| №   | Название                                  | Автор(ы)                                                    | Длительность |
| --- | ----------------------------------------- | ----------------------------------------------------------- | ------------ |
| 1.  | «Born with a Beer in My Hand»             | Morgan Wallen Zach Abend Michael Hardy                      | 3:07         |
| 2.  | «Last Night»                              | John Byron Ashley Gorley Jacob Kasher Hindlin Ryan Vojtesak | 2:43         |
| 3.  | «Everything I Love»                       | Wallen Gorley Ernest Keith Smith Vojtesak                   | 3:05         |
| 4.  | «Man Made a Bar» (при участии Эрика Чёрч) | Rocky Block Jordan Dozzi Larry Fleet Brett Tyler            | 3:09         |
| 5.  | «Devil Don't Know»                        | Travis Denning Jared Mullins Ben Stennis                    | 3:24         |
| 6.  | «One Thing at a Time»                     | Gorley Smith Vojtesak Wallen                                | 3:26         |
| 7.  | «'98 Braves»                              | Byron Josh Miller Travis Wood                               | 2:58         |
| 8.  | «Ain't That Some»                         | Chris LaCorte Chase McGill Miller Blake Pendergrass         | 2:37         |
| 9.  | «I Wrote the Book»                        | Wallen Hardy Cameron Montgomery                             | 3:00         |
| 10. | «Tennessee Numbers»                       | Jordan Minton Pendergrass Wood                              | 3:45         |
| 11. | «Hope That's True»                        | Wallen Smith Vojtesak                                       | 3:05         |
| 12. | «Whiskey Friends»                         | Wallen Gorley Jonathan Hoskins Smith Josh Thompson Vojtesak | 3:24         |
| 13. | «Sunrise»                                 | Byron Pendergrass                                           | 3:01         |
| 14. | «Keith Whitley»                           | Thomas Archer Brad Clawson Mullins                          | 3:07         |
| 15. | «In the Bible» (при участии Hardy)        | Byron Jeff Garrison Jon Hall Ben Johnson Geoffrey Warburton | 3:14         |
| 16. | «You Proof»                               | Wallen Gorley Smith Vojtesak                                | 2:37         |
| 17. | «Thought You Should Know»                 | Wallen Nicolle Galyon Miranda Lambert                       | 3:34         |
| 18. | «F150-50»                                 | Mullins John Pierce Stennis                                 | 3:10         |
| 19. | «Neon Star (Country Boy Lullaby)»         | Wallen Smith Thompson Vojtesak                              | 2:51         |
| 20. | «I Deserve a Drink»                       | Byron Devin Dawson Jacob Durrett Hillary Lindsey            | 3:24         |
| 21. | «Wine into Water»                         | Byron Matt Jenkins Pendergrass                              | 3:43         |
| 22. | «Me + All Your Reasons»                   | Wallen Gorley Smith Vojtesak                                | 2:53         |
| 23. | «Tennessee Fan»                           | Wallen Gorley Hardy Mark Holman                             | 3:18         |
| 24. | «Money on Me»                             | Michael Lotten Pendergrass Matt Roy                         | 2:25         |
| 25. | «Thinkin' Bout Me»                        | Byron Gorley Taylor Phillips Vojtesak                       | 2:56         |
| 26. | «Single Than She Was»                     | Byron Johnson Vojtesak                                      | 2:40         |
| 27. | «Days That End in Why»                    | Byron Pendergrass Driver Williams                           | 2:41         |
| 28. | «Last Drive Down Main»                    | Jerry Flowers Ryan Hurd Lotten                              | 3:13         |
| 29. | «Me to Me»                                | Wallen Gorley Smith Vojtesak                                | 2:18         |
| 30. | «Don’t Think Jesus»                       | Jessi Alexander Holman McGill                               | 3:44         |
| 31. | «180 (Lifestyle)»                         | Block Gorley Holman Pendergrass Smith Vojtesak              | 3:07         |
| 32. | «Had It»                                  | Block Alex Eskeerdo Izquierdo Vojtesak                      | 3:18         |
| 33. | «Cowgirls» (при участии Ernest)           | Block Gorley James Maddocks Smith Vojtesak                  | 3:01         |
| 34. | «Good Girl Gone Missin'»                  | Wallen Gorley Maddocks Smith Vojtesak                       | 2:54         |
| 35. | «Outlook»                                 | Wallen Rodney Clawson Jeff Hyde                             | 3:13         |
| 36. | «Dying Man»                               | Johnson Pendergrass Thompson                                | 3:02         |

## Чарты
| Чарт (2023)                              | Высшая позиция |
| ---------------------------------------- | -------------- |
| Австралия (ARIA)                         | 1              |
| Австралия (Country Albums, ARIA)         | 1              |
| Канада (Canadian Albums Chart)           | 1              |
| Ирландия (Irish Albums Chart)            | 14             |
| Новая Зеландия (RMNZ)                    | 1              |
| Норвегия (VG-lista)                      | 9              |
| Великобритания (UK Albums Chart)         | 40             |
| Великобритания (UK Country Albums Chart) | 1              |
| США (Billboard 200)                      | 1              |
| США (Billboard Top Country Albums)       | 1              |

| Чарт (2023)                         | Позиция |
| ----------------------------------- | ------- |
| Австралия (ARIA)                    | 4       |
| Канада (Billboard)                  | 1       |
| Новая Зеландия (RMNZ)               | 8       |
| США (Billboard 200)                 | 1       |
| США (Top Country Albums, Billboard) | 1       |

| Чарт (2024)                         | Позиция |
| ----------------------------------- | ------- |
| Австралия (ARIA)                    | 8       |
| Австралия (Country Albums, ARIA)    | 1       |
| Канада (Billboard)                  | 2       |
| Мир (Global Albums, IFPI)           | 7       |
| Новая Зеландия (RMNZ)               | 7       |
| Великобритания (UK Albums, OCC)     | 98      |
| США (Billboard 200)                 | 3       |
| США (Top Country Albums, Billboard) | 1       |

## Сертификации
| Регион                                                                      | Сертификация  | Продажи   |
| --------------------------------------------------------------------------- | ------------- | --------- |
| Австралия (ARIA)                                                            | 2× Платиновый | 140 000   |
| Канада (Music Canada)                                                       | Платиновый    | 80 000    |
| Дания (IFPI Danmark)                                                        | Золотой       | 10 000    |
| Новая Зеландия (RMNZ)                                                       | 2× Платиновый | 30 000    |
| Великобритания (BPI)                                                        | Золотой       | 100 000   |
| США (RIAA)                                                                  | 7× Платиновый | 3 500 000 |
| Данные о продажах + прослушиваниях приведены только на основе сертификации. |               |           |

### Комментарии
1. ↑  Все 36 песен из альбома вошли в хит-парад Billboard Hot 100, что стало новым рекордом (Список рекордов Billboard Hot 100):

№ 1, “Last Night” (5→1, первая неделя на № 1);•
№ 7, “Thought You Should Know” (13→7, первая неделя в Топ-10);•
№ 8, “You Proof” (21→8, после достижения № 5 в октябре);•
№ 9, “Thinkin’ Bout Me”;•
№ 10, “One Thing at a Time” (51→10, первая неделя в top 10);•
№ 11, “Ain’t That Some”;•
№ 14, “Everything I Love” (93→14, новое достижение);•
№ 15, “Man Made a Bar” (feat. Eric Church);•
№ 18, “I Wrote the Book” (64→18, новое достижение);•
№ 27, “’98 Braves”;•
№ 29, “Devil Don’t Know”;•
№ 30, “Sunrise”;•
№ 32, “Born With a Beer in My Hand”;•
№ 35, “Whiskey Friends”;•
№ 38, “Tennessee Numbers”;•
№ 40, “Cowgirls” (feat. ERNEST);•
№ 41, “Hope That’s True”;•
№ 43, “Dying Man”;•
№ 44, “Keith Whitley”;•
№ 47, “In the Bible” (feat. HARDY);•
№ 48, “Neon Star (Country Boy Lullaby)”;•
№ 51, “Me + All Your Reasons”;•
№ 52, “I Deserve a Drink”;•
№ 53, “F150-50”;•
№ 54, “Tennessee Fan” (re-entry, после достижения № 49 в декабре December);•
№ 56, “Single Than She Was”;•
№ 59, “Wine Into Water”;•
№ 61, “Days That End in Why” (re-entry, после достижения № 57 в декабре December);•
№ 63, “180 (Lifestyle)”;•
№ 65, “Last Drive Down Main”;•
№ 69, “Good Girl Gone Missin’ ”;•
№ 71, “Me to Me”;•
№ 72, “Money On Me”;•
№ 75, “Had It”;•
№ 76, “Outlook”;•
№ 77, “Don’t Think Jesus” (re-entry, после дебюта № 7 в апреле 2022 года).
2. ↑  Музыканты, которые одновременно лидировали в трёх основных чартах, включая Artist 100[англ.], Hot 100 и Billboard 200 (число недель; 11 апреля 2023 года):

16, Drake;
15, Taylor Swift;
9, Adele;
5, The Weeknd;
2, Ariana Grande;
2, Ed Sheeran;
2, Harry Styles4
2, Morgan Wallen;
1, Beyoncé;
1, Justin Bieber;
1, BTS;
1, Camila Cabello;
1, Future;
1, Kendrick Lamar[33].